# Helena-West Helena
Helena-West Helena város az USA Arkansas államában, Phillips megyében, melynek megyeszékhelye is. Lakosainak száma 9519 fő (2020. április 1.).

## Története
A várost két korábbi önálló város, Helena és West Helena 2006. évi egyesítésével alapították meg.

## Népesség
A település népességének változása:
| Lakosok száma | 12 282 | 10 299 | 9519 |
|               | 2010   | 2019   | 2020 |